# Кустубаевский
Кустубаевский — упразднённый посёлок в Агаповском районе Челябинской области. На момент упразднения входил в состав Светлогорского сельсовета. Исключен из учётных данных в 1979 г.

## География
Располагался на юго-востоке района, на правом берегу реки Урал, на расстоянии приблизительно в 6 км (по прямой) к западу от посёлка Светлогорск, центра сельсовета.

## История
Основан в 1918 году. По данным на 1926 год аул Кустубаевский состоял из 17 хозяйств. В административном отношении входил в состав Воздвиженского сельсовета Магнитного района Троицкого округа Уральской области.
По данным на 1970 год посёлок Кустубаевский входил в состав Светлогорского сельсовета и являлся бригадой 2-го отделением совхоза «Горный».
Исключен из учётных данных решением Челябинского областного Совета народных депутатов от 18.09.1979 года № 378-2.

## Население
| 1970 | 1977 |
| ---- | ---- |
| 25   | ↘9   |

По переписи 1926 года в ауле проживало 74 человека (41 мужчина и 33 женщины), в том числе киргизы (казахи) составляли 100 % населения.